# Jochen Siedl
Jochen „Joey“ Siedl (* 20. August 1979 in Neunkirchen) ist ein deutscher Musiker und Autor.

## Biografie
Siedl ist der Enkel des Fußballnationalspielers Gerhard Siedl. Obwohl auch sein Vater Fußballer war, entschied sich Jochen Siedl 1992 dazu Musiker zu werden. Mit 13 Jahren lernte er Gitarre zu spielen. Heute arbeitet er als Gitarrenlehrer an mehreren Musikschulen im Saarland und Rheinland-Pfalz.
Seit 2011 ist er der Livegitarrist von Paul Di’Anno in Deutschland und umliegenden Ländern (Niederlande, Belgien, Luxemburg, Österreich, Tschechien). Kurz nach seinem Einstieg begann er eigene Lieder mit Paul Di’Anno zu schreiben, was letztendlich dazu führte, aus der Live-Begleitband The Phantomz eine eigenständige Band mit dem Namen Architects of Chaoz zu gründen inklusive Di’Anno als Sänger. Das 2014 produzierte Demo, das nur für Presse und Plattenfirmen gemacht war, wurde Demo des Monats im deutschen Rock-Hard-Magazin und erntete auch sonst positive Kritiken in der Presse. Am 29. Mai 2015 erschien das Debüt-Album von Architects of Chaoz mit dem Namen „The League of Shadows“ über die Plattenfirma Metalville im Rough Trade Vertrieb. Auch das Erstlingswerk erhielt durchweg gute Kritiken in der Presse. Live-Premiere feierten Architects of Chaoz in dem vom WDR Rockpalast aufgezeichneten Rock Hard Festival in Gelsenkirchen.
Davor spielte er in der deutschen Band Cheeno, die über Prevision Records, ein Unterlabel der Plattenfirma Supreme Chaos Records, bisher zwei CDs veröffentlichte. Zu dem Cheeno-Debütalbum veröffentlichte er seinen ersten Roman, der ebenfalls den Titel des Albums „The next step will be the hardest“ trägt.
Zuvor spielte er in der Band Autumnblaze, mit der er über das Label Prophecy Productions zwei Alben veröffentlichte und mehrere Touren und Festivals spielte.
Des Weiteren arbeitet er mit der Heavy-Metal-Band Angels Cry zusammen, die er 1994 zusammen mit seinem Schulfreund Alex Landenburg (Axxis, Luca Turilli’s Rhapsody) und anderen gegründet hat.
Er ist verheiratet und hat eine Tochter.

## Diskografie

### Veröffentlichungen mit Autumnblaze
- 2003: The Mute Sessions
- 2004: Words are not what they seem

### Veröffentlichungen mit Cheeno
- 2005: ...try to rescue MCD
- 2008: the next step will be the hardest
- 2010: 2Face Macy

### Veröffentlichungen mit Architects of Chaoz
- 2014: Rejected in Mayhem (Demo)
- 2015: The League of Shadows

## Buchveröffentlichungen
- 2008: The next step will be the hardest (BMMV Verlag)